# John Roddam Spencer Stanhope

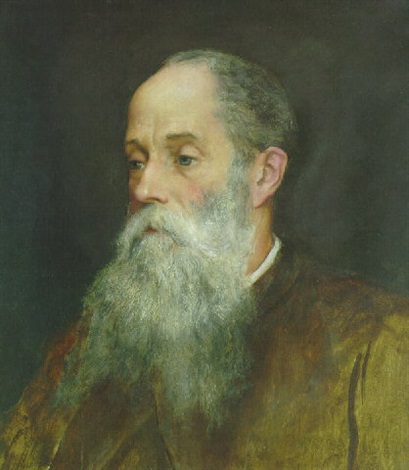
Portret van John Roddam Spencer Stanhope door Evelyn De Morgan

John Roddam Spencer-Stanhope (Yorkshire, 20 januari 1829 – Florence, 2 augustus 1908) was een Engels kunstschilder, geassocieerd met de Prerafaëlieten.

## Leven en werk
Stanhope werd geboren in een vooraanstaande familie. Zijn vader was classicus en Member of Parliament. Hij studeerde te Oxford en koos daar al snel de richting van kunst en architectuur. Van 1853 tot 1857 maakte hij met George Frederic Watts een reis door Italië en Klein-Azië. Na zijn terugkeer assisteerde hij Dante Gabriel Rossetti bij het maken van muurschilderingen voor de hal van Oxford Union. In 1859 exposeerde hij het schilderij Thoughts of the Past bij de Royal Academy of Arts.
Stanhope was goed bevriend met Edward Burne-Jones en wordt gerekend tot de tweede ‘golf’ van Prerafaëlieten (“Aesthetic Movement”). Hij schilderde vooral mythologische, allegorische en Bijbelse taferelen, en werkte met olieverf, waterverf en fresco-technieken. Ter verlichting van zijn chronische astma reisde hij in de winters regelmatig naar Florence, in Italië. Hij was de oom en leermeester van kunstschilderes Evelyn De Morgan.
Stanhope was gehuwd met de vermogende Elizabeth King. In 1867 verloor hij zijn enige dochter, Mary, aan roodvonk. Hij overleed in 1908, op 89-jarige leeftijd, te Florence, waar hij zich vanaf 1880 definitief gevestigd had.

## Galerij

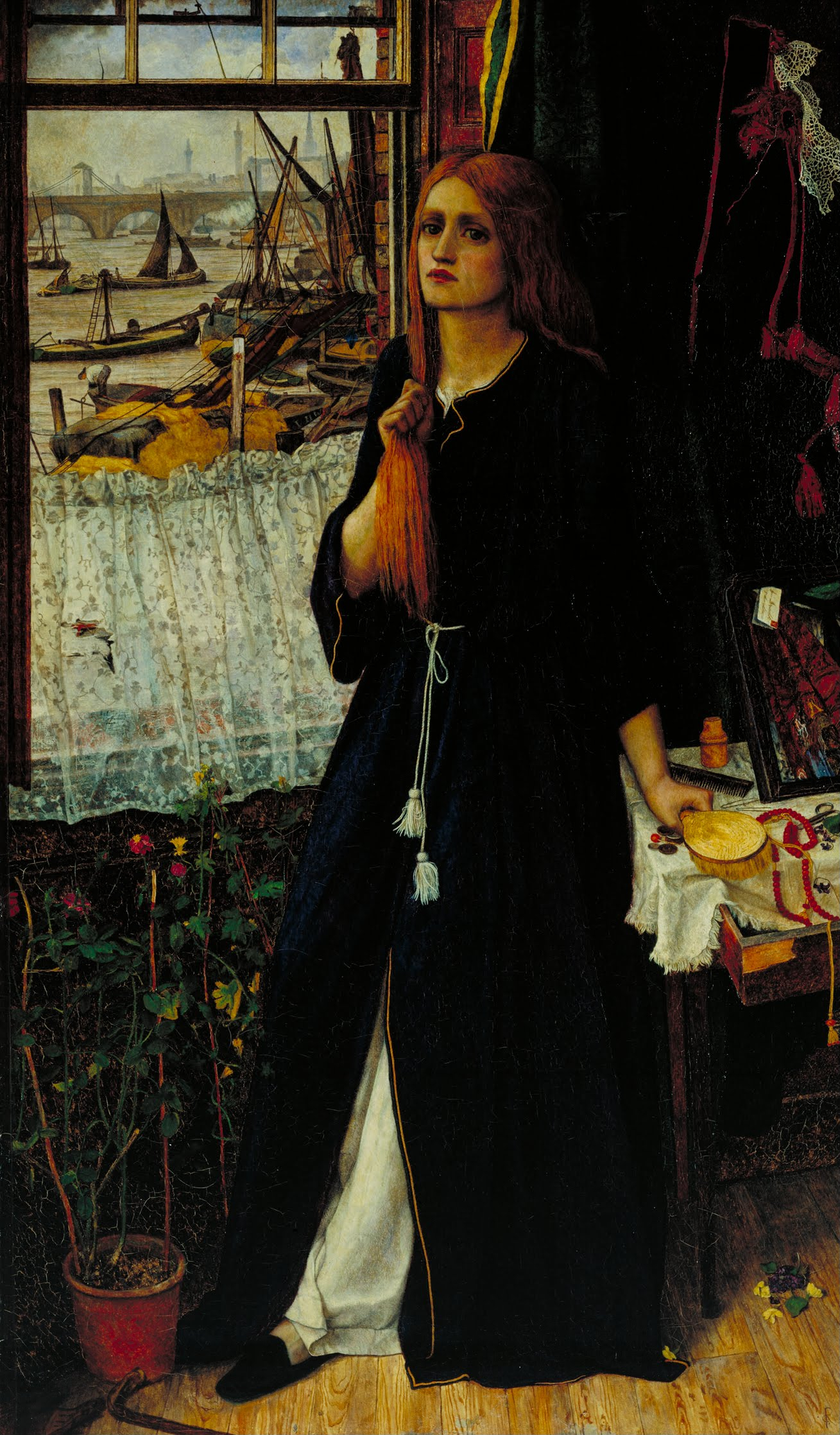
Thoughts of the Past, 1859, Tate Britain, Londen
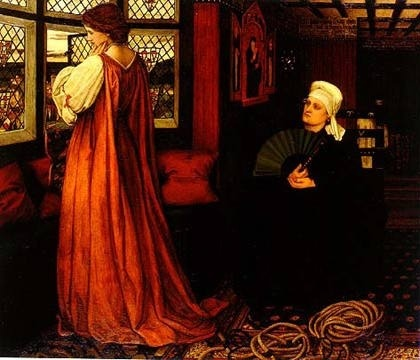
Juliet and her Nurse, ca. 1860
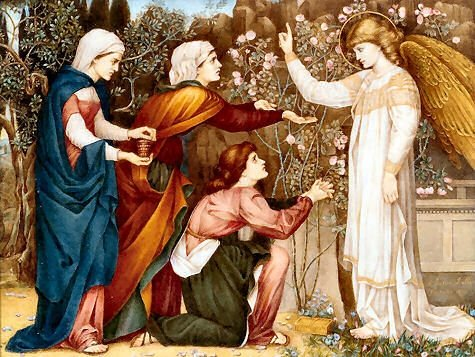
Why seek ye the living among the dead?, ca. 1860
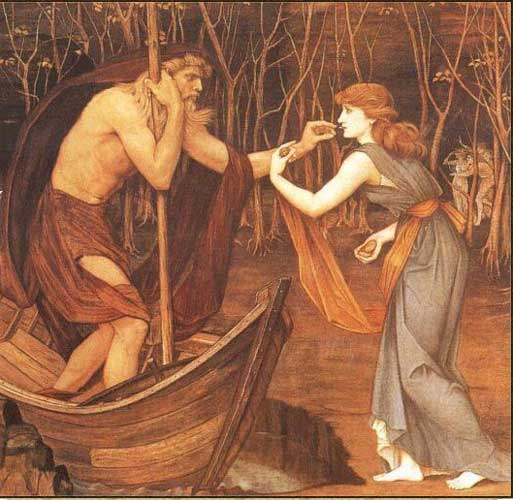
Charon and Psyche, 1883 (Standfords vrouw Elizabeth stond model voor Psyche)
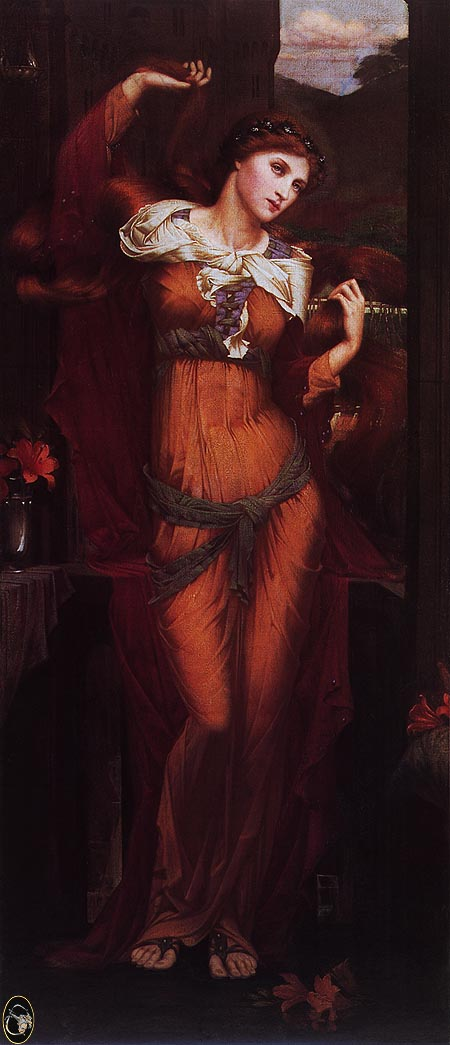
Morgan le Fay